# Red Badgro
Morris Hiram „Red“ Badgro (* 1. Dezember 1902 in Orillia, Washington; † 13. Juli 1998 in Kent, Washington) war ein US-amerikanischer American-Football- und Baseballspieler. Er spielte als End und Defensive End in der National Football League (NFL), unter anderem bei den New York Giants. Badgro spielte auch als Outfielder für die St. Louis Browns in der Major League Baseball (MLB).

## Spielerlaufbahn

### Collegekarriere
Red Badgro studierte mit einem Sportstipendium an der University of Southern California. Er spielte dort neben American Football und Baseball auch Basketball. In der Footballmannschaft war er Mannschaftskamerad von Marion Morrison. In allen drei Sportarten wurde er für seine Leistungen durch sein College ausgezeichnet. In seinem letzten Studienjahr spielte Badgro sowohl im Footballsport, als auch im Basketball in der Ligaauswahlmannschaft. Im Jahr 1927 unterschrieb Badgro Profiverträge bei den New York Yankees als Footballspieler und bei den St. Louis Browns als Baseballspieler. Seine Baseballkarriere stellte er zunächst zurück.

### Profikarriere

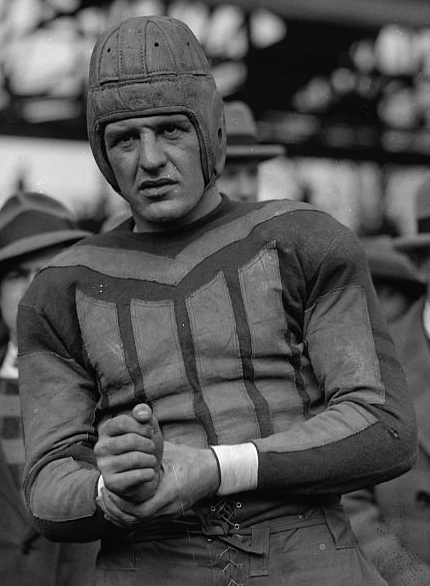
Red Grange

1927 spielte Badgro zusammen mit den Spitzenspielern Red Grange, Mike Michalske und Ray Flaherty für die New York Yankees. Nach der Saison spielte er für eine unterklassige Mannschaft aus Tulsa Baseball, kehrte aber im folgenden Jahr nach New York zurück. Nach der Saison 1928 mussten die Yankees aus finanziellen Gründen den Spielbetrieb einstellen. Badgro spielte 1929 ausschließlich Baseball in St. Louis und unterschrieb erst 1930 einen Spielervertrag bei den New York Giants, nachdem die St. Louis Browns ihn in eine unterklassige Liga abgeben wollten. In New York City stieß er auf seinen ehemaligen Mannschaftskameraden Flaherty. Die Giants zahlten Badgro pro Spiel 150 US-Dollar Gehalt. Das Team wurde von Steve Owen trainiert und wurde in den nächsten Jahren mit weiteren Spitzenspielern, wie Mel Hein und Ken Strong verstärkt.
Im Jahr 1933 konnte Badgro mit den Giants in das NFL-Meisterschaftsspiel einziehen. Gegner im Endspiel waren die Chicago Bears, die sich mit 23:21 durchsetzen konnten. Kurz vor Spielende hätte Badgro die Möglichkeit gehabt den siegbringenden Touchdown zu erzielen, er konnte jedoch vor der Endzone von seinem ehemaligen Mitspieler Red Grange gestoppt werden.
1934 konnte Badgro mit seiner Mannschaft im NFL-Meisterschaftsspiel die Mannschaft der Chicago Bears, die in der regular Season ungeschlagen geblieben waren, mit 30:13 besiegen. Im gleichen Jahr stellte Badgro mit 16 gefangenen Pässen eine NFL-Jahresbestleistung auf. 1935 zog Badgro dann zum dritten Mal in Folge in das NFL-Endspiel ein. Gegner der Giants waren diesmal die Detroit Lions, die sich mit 26:7 durchsetzen konnten.
Nach der Saison 1935 wechselte Red Badgro zu den Brooklyn Dodgers und beendete nach einem Jahr seine Spielerlaufbahn. Kurzfristig arbeitete er danach als Assistenztrainer an der Columbia University und an der University of Washington. Badgro war 63 Jahre lang verheiratet; seine Frau Dorothea verstarb 1993. Seine Ehe blieb kinderlos. Morris Badgro ist auf dem Hillcrest Burial Park in Kent beerdigt.

## Ehrungen
Badgro wurde viermal zum All-Pro gewählt. Er ist Mitglied in der Pro Football Hall of Fame und in der State of Washington Sports Hall of Fame.